# Xã Milton, Quận Butler, Kansas
Xã Milton (tiếng Anh: Milton Township) là một xã thuộc quận Butler, tiểu bang Kansas, Hoa Kỳ. Năm 2010, dân số của xã này là 1.153 người.